# Erigone tanana
Erigone tanana là một loài nhện trong họ Linyphiidae.
Loài này thuộc chi Erigone. Erigone tanana được Ralph Vary Chamberlin & Wilton Ivie miêu tả năm 1947.